# Aeroporti in Portogallo
Questa voce contiene un elenco degli aeroporti in Portogallo, compresi gli impianti situati negli arcipelaghi delle Azzorre e di Madera.
Nel seguente elenco, la città indicata corrisponde al comune in cui si trova l'aeroporto e la denominazione dell'aeroporto in italiano è seguita da quella originale in portoghese.

## Aeroporti civili
| Nome | Città                                  | Regione  | ICAO | IATA                   |
| --- | -------------------------------------- | -------- | ---- | ---------------------- |
| Aerodromo di Aveiro (Aeródromo Municipal de Aveiro)                                                                    | Aveiro                                 | Centro   | LPAV |                        |
| Aeroporto di Beja | Beja                                   | Alentejo | LPBJ | BYJ                    |
| Aeroporto di Braga (Aeródromo Municipal de Braga) (Palmeira, Braga)                                                    | Braga                                  | Nord     | LPBR | BGZ                    |
| Aeroporto di Bragança (Aeródromo Municipal de Bragança) (Domestic and International)                                   | Bragança                               | Nord     | LPBG | BGC                    |
| Aeroporto Regionale di Lisbona-Cascais (Aeródromo Municipal de Cascais/Costa do Estoril (Tires), São Domingos de Rana) | Cascais                                | Lisbona  | LPCS | LCT                    |
| Aeroporto di Chaves (Aeródromo Municipal de Chaves)                                                                    | Chaves                                 | Nord     | LPCH | CHV                    |
| Aeroporto di Coimbra (Aeródromo Municipal Bissaya Barreto:)                                                            | Coimbra                                | Centro   | LPCO | CBP                    |
| Aeroporto di Espinho (Aeródromo de Espinho)                                                                            | Espinho (Paramos, Espinho/Costa Verde) | Nord     | LPIN |                        |
| Aeroporto di Évora (Aeródromo de Évora)                                                                                | Évora                                  | Alentejo | LPEV |                        |
| Aeroporto di Faro (Aeroporto Internacional de Faro)                                                                    | Faro                                   | Algarve  | LPFR | FAO                    |
| Aeroporto di Maia (Aeródromo Municipal da Maia [Vilar da Luz])                                                         | Maia (Municipal da Maia)               | Nord     | LPVL |                        |
| Aeroporto di Mirandela (Aeródromo Municipal de Mirandela)                                                              | Mirandela                              | Nord     | LPMI |                        |
| Aeroporto di Monfortinho (Aeródromo Municipal de Monfortinho)                                                          | Monfortinho, Idanha-a-Nova             | Centro   | LPMF |                        |
| Aeroporto di Morargil (Aeródromo de Morargil)                                                                          | Montargil, Ponte de Sor                | Alentejo | LPMO | Leiria (Gandara) {QLR} |
| Aeroporto di Lisbona (Aeroporto Internacional Humberto Delgado)                                                        | Lisbona                                | Lisboa   | LPPT | LIS                    |
| Aeroporto di Portimão (Aeródromo Municipal de Portimão) {Penina,Alvor}                                                 | Portimão                               | Algarve  | LPPM | PRM                    |
| Aeroporto di Porto (Aeroporto Internacional Francisco Sá Carneiro)                                                     | Porto                                  | Nord     | LPPR | OPO                    |
| Aeroporto di Praia Verde (Aeródromo da Praia Verde) (Alturas, Castro Marim, near Tavira)                               | Castro Marim                           | Algarve  | LPPV |                        |
| Aeroporto di Santa Cruz (Aeródromo Municipal de Santa Cruz [Torres Vedras])                                            | Santa Cruz, Torres Vedras              | Centro   | LPSC |                        |
| Aeroporto di Vila Real (Aeródromo Municipal de Vila Real){Vila Real/Douro}                                             | Vila Real                              | Nord     | LPVR | VRL                    |
| Aeroporto di Viseu (Aeródromo Municipal Gonçalves Lobato (Viseu))                                                      | Viseu                                  | Centro   | LPVZ | VSE                    |
| Aeroporto di Corvo (Aérodromo do Corvo)                                                                                | Corvo                                  | Azzorre  | LPCR | CVU                    |
| Aeroporto di Horta (Aeroporto da Horta)                                                                                | Faial (Horta)                          | Azzorre  | LPHR | HOR                    |
| Aeroporto di Flores (Aeroporto das Flores)                                                                             | Flores                                 | Azzorre  | LPFL | FLW                    |
| Aeroporto di Graciosa (Aérodromo da Graciosa)                                                                          | Graciosa                               | Azzorre  | LPGR | GRW                    |
| Aeroporto di Pico (Aeroporto do Pico)                                                                                  | Pico                                   | Azzorre  | LPPI | PIX                    |
| Aeroporto di Santa Maria (Aeroporto de Santa Maria)                                                                    | Santa Maria                            | Azzorre  | LPAZ | SMA                    |
| Aeroporto di São Jorge (Aérodromo de São Jorge)                                                                        | São Jorge                              | Azzorre  | LPSJ | SJZ                    |
| Aeroporto di Ponta Delgada (Aeroporto João Paulo II)                                                                   | São Miguel (Ponta Delgada)             | Azzorre  | LPPD | PDL                    |
| Aeroporto Internazionale "Cristiano Ronaldo" (Funchal)(Aeroporto da Madeira){Santa Cruz/Madeira}                       | Madera (Funchal)                       | Madera   | LPMA | FNC                    |
| Aeroporto di Porto Santo (Aeroporto do Porto Santo) (Vila Baleira)                                                     | Porto Santo                            | Madera   | LPPS | PXO                    |

## Aeroporti militari
| Nome | Città                          | Regione               | ICAO | IATA |
| --- | ------------------------------ | --------------------- | ---- | ---- |
| Base aerea di Alverca (Base Aérea de Alverca or Complexo Militar de Alverca)                                 | Alverca, Vila Franca de Xira   | Lisbona               | LPAR |      |
| Base aerea di Beja (Base Aérea de Beja)                                                                      | Beja                           | Alentejo              | LPBJ |      |
| Base aerea di Figo Maduro (Base Aérea de Figo Maduro)                                                        | Lisbona                        | Lisboa                |      |      |
| Base aerea di Monte Real (Base Aérea de Monte Real)                                                          | Monte Real, Leiria             | Centro                | LPMR |      |
| Base aerea di Montijo (Base Aérea do Montijo)                                                                | Montijo                        | Lisbona               | LPMT | PAF  |
| Base aerea di Ota (Base Aérea da Ota)                                                                        | Ota, Alenquer                  | Centro                | LPOT |      |
| Base aerea di Ovar (Base Aérea Ovar or Aeródromo Militar de Ovar)                                            | Ovar                           | Centro (Maceda, Ovar) | LPOV |      |
| Base aerea di Santa Margarida (Campo Militar de Santa Margarida)                                             | Santa Margarida, Constância    | Centro                | LP77 |      |
| Base aerea di Sintra (Base Aérea de Sintra) (Granja do Marques, Pêro Pinheiro, vicino Algueirão-Mem Martins) | Sintra                         | Lisbona               | LPST |      |
| Base aerea di Tancos (Base Aérea Tancos or Aeródromo Militar de Tancos)                                      | Tancos, Vila Nova da Barquinha | Centro                | LPTN |      |
| Base aerea di Lajes (Base Aérea das Lajes)                                                                   | Terceira                       | Azzorre               | LPLA | TER  |